# Gesnes
Gesnes é uma comuna francesa na região administrativa da Pays de la Loire, no departamento de Mayenne. Estende-se por uma área de 11,21 km². Em 2010 a comuna tinha 232 habitantes (densidade: 20,7 hab./km²).